# Swilengrad

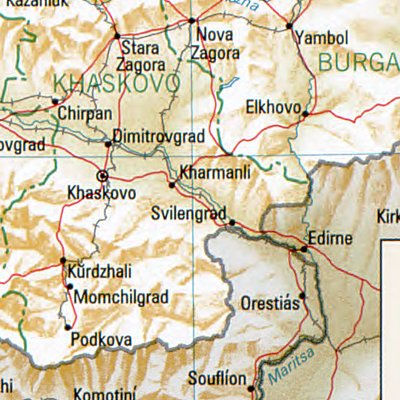
Swilengrad, Nachbarorte: Charmanli, Chaskowo, Dimitrowgrad, Tschirpan, Stara Sagora, Nowa Sagora, Jambol, Elchowo, Edirne, Podkowa, Momtschilgrad, Kardschali

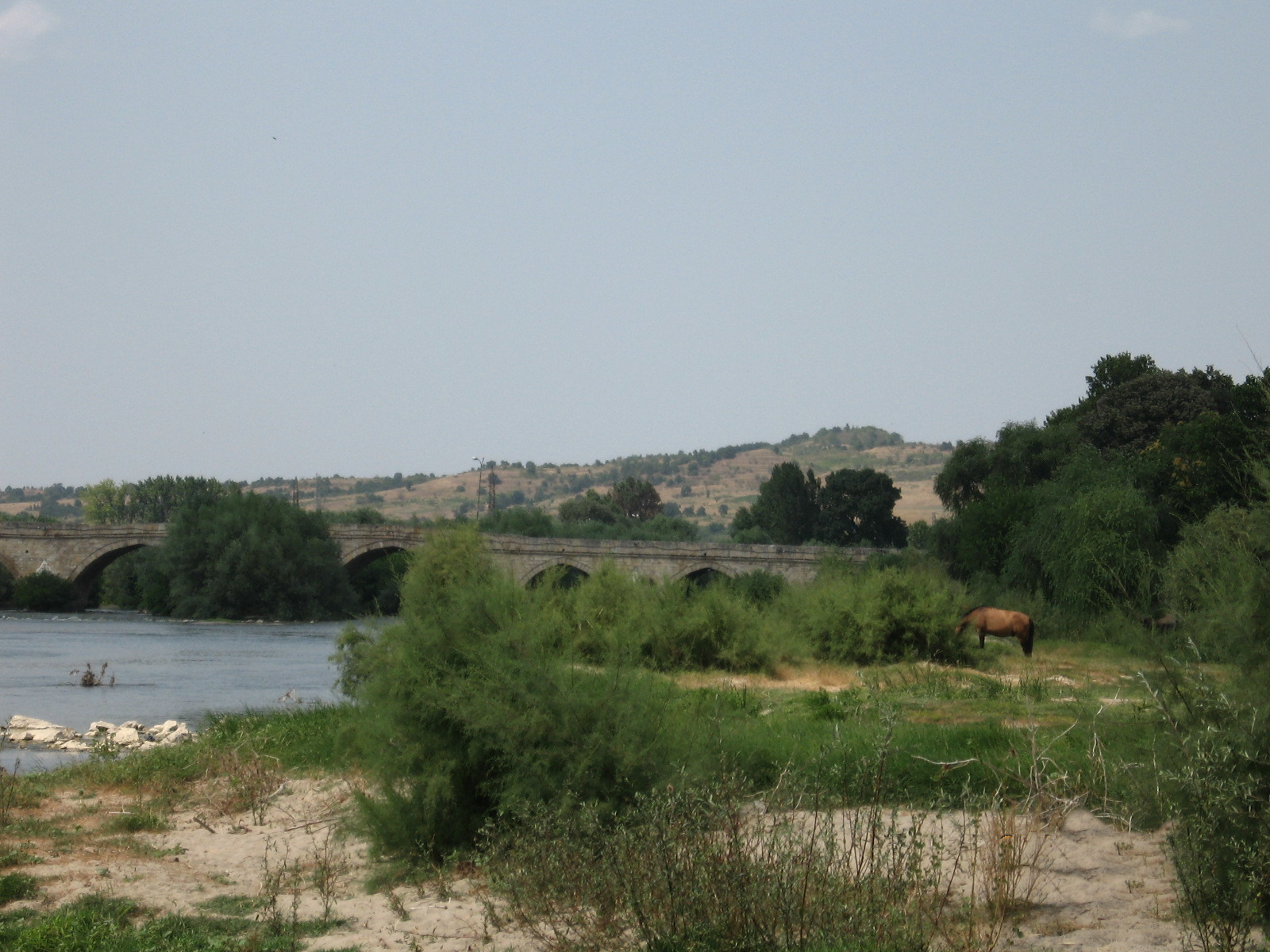
Brücke über der Mariza

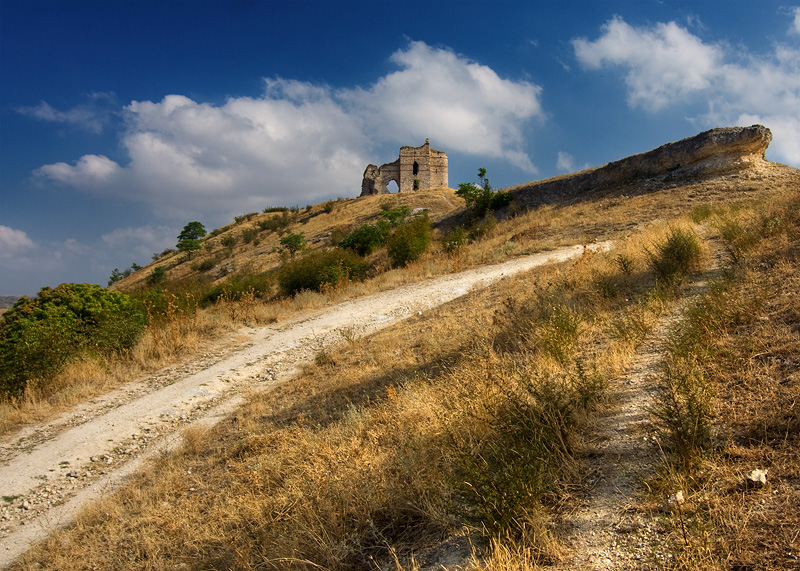
Burg Matochina

Swilengrad [ˈsvilɛŋˌɡrat] (bulgarisch Свиленград; bis 1913 Mustafa Pascha/Мустафа Паша; türkisch Mustafapaşa) ist eine bulgarische Stadt in Thrakien am Mariza-Fluss, an den Ausläufen des Rhodopengebirges. 
Die Stadt befindet sich ca. 2 km von der griechischen und ca. 14 km von der türkischen Grenze entfernt. Der Grenzübergang Kapitan Andreewo-Kapıkule unweit von Swilengrad ist der bedeutendste im türkisch-europäischen Grenzverkehr.

## Geschichte
In diesem Gebiet des Rhodopengebirges soll der Ursprung des thrakischen Fruchtbarkeitskultes (orphischer Kult) liegen. Am Fluss Mariza soll es einen mythischen Kampf von Hera (Verkörperung des Rhodopengebirges) und Zeus (Verkörperung des Balkangebirges) gegeben haben. 
Selbst nach dem Zerfall des Osmanischen Reiches verblieben hier noch viele Pomaken, die erst 1971 wegen Streitigkeiten in den türkischen Teil Thrakiens, Ostthrakien vertrieben wurden.
Die Stadt ist seit 2016 Namensgeber für die Swilengrad-Halbinsel in der Antarktis.

## Weiteres
Der Bürgermeister heißt Georgi Manolov.
Swilengrad ist seit 2000 Partnerstadt des deutschen Fleckens Weferlingen (heute: Stadt Oebisfelde-Weferlingen).

## Sehenswürdigkeiten
- Mustafa-Pascha-Brücke von 1529
- byzantinische Festung Neutzikon
- thrakische Felsengräber
- Männergymnasium „Dr. Petar Beron“, 1913 von Adrianopel nach Swilengrad verlegt

## Persönlichkeiten
- Anastas Rasbojnikow (1882–1967), Bürgermeister von Swilengrad, Freiheitskämpfer, Historiker, Geograph und Bildungsfunktionär.
- Ognjana Petrowa (* 1964), Kanutin